# La Encarnación, Tamaulipas
La Encarnación är en ort i Mexiko.   Den ligger i kommunen Soto la Marina och delstaten Tamaulipas, i den centrala delen av landet, 500 km norr om huvudstaden Mexico City. La Encarnación ligger 125 meter över havet och antalet invånare är 186.
Terrängen runt La Encarnación är platt söderut, men norrut är den kuperad. Runt La Encarnación är det mycket glesbefolkat, med 3 invånare per kvadratkilometer. Det finns inga andra samhällen i närheten. Omgivningarna runt La Encarnación är en mosaik av jordbruksmark och naturlig växtlighet.